# Габріель фон Макс
Габріель Корнеліус Ріттер фон Макс (нім. Gabriel Cornelius Ritter von Max; 23 серпня 1840, Прага — 24 листопада 1915) — німецький художник.

## Біографія
Народився 23 серпня 1840 року в Празі, в родині скульптора Йозефа Макса. Працював при своєму батькові до самої його смерті у 1855 році. До 1858 року відвідував класи при Празькій академії образотворчих мистецтв. Протягом наступних трьох років навчався у Віденській академії мистецтв.
У 1863 році Габріель Макс переїздить до Мюнхена, де стає учнем Карла Теодора фон Пілоті. У 1869 році залишає фон Пілоті й відкриває власну майстерню.
З 1878 року обіймав посаду професора у мюнхенській Академії образотворчих мистецтв.
Помер 24 листопада 1915 року в Мюнхені.

## Творчість
В роки навчання у Відні, пристрасть до музики вселила Максові думки висловити засобами образотворчого мистецтва головні ідеї музичних творів Л. Бетховена, Ф. Мендельсона та інших композиторів. Результатом цієї задумки стала низка малюнків автора, виконаних тушем, ща зустріли схвалення публіки.
Навчаючись у Пілоті, Габріель Макс так і не засвоїв собі його колористичної віртуозності, а став писати у туманних, сіруватих, але надзвичайно гармонійних тонах картини сентиментального, меланхолійного, трагічного, іноді дуже неясного змісту.
Значного успіху Габріелю фон Максу принесли мавпи. Вони були не лише моделями, але і домашніми тваринами художника. Фон Макс намагався втиснути їх у рамки людської подоби, проте ставлення самого художника до них було інше. Сумні звірі залишалися самими собою, а все через те, що мавп Г. Макс любив.

## Родина
У 1873 Габріель фон Макс одружився з Еммою Кітцинг. У подружжя народилась донька та двоє синів. Незабаром після розлучення з першою дружиною, у 1893 році одружується вдруге з Ернестіною Гарландер.

## Роботи в Україні
У експозиції Одеського музею західного і східного мистецтва зберігається картина «Світло».

## Галерея

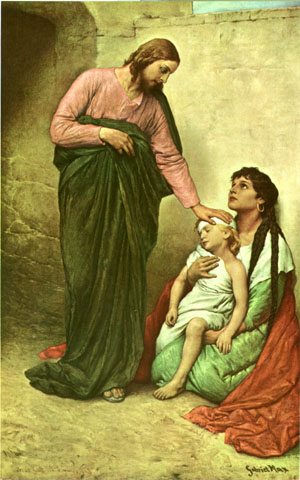
Ісус зцілює хворих.
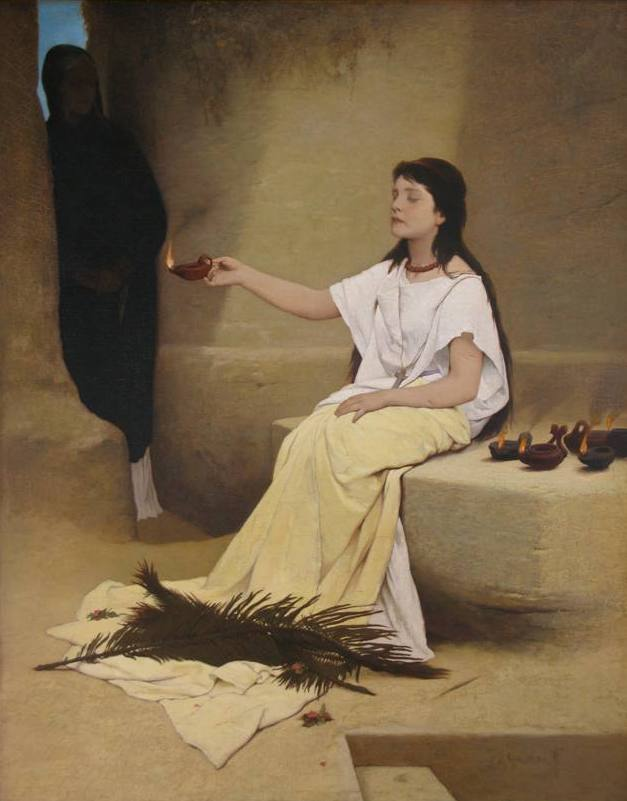
Світло.
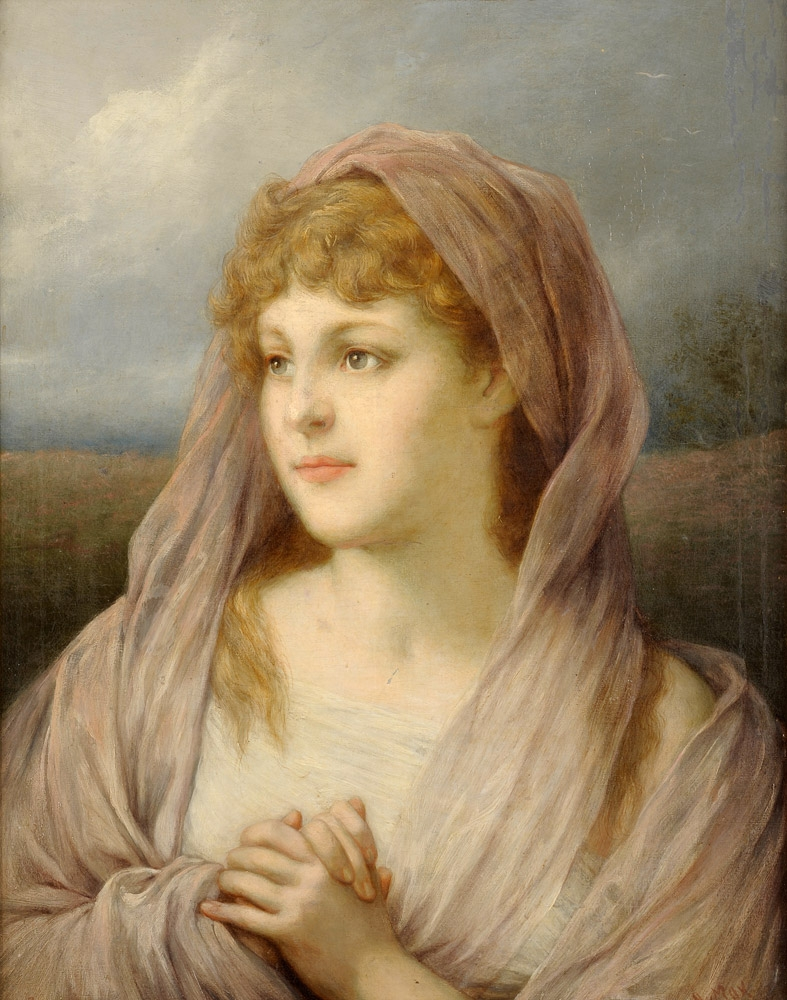
Білявка з шовковою вуаллю.
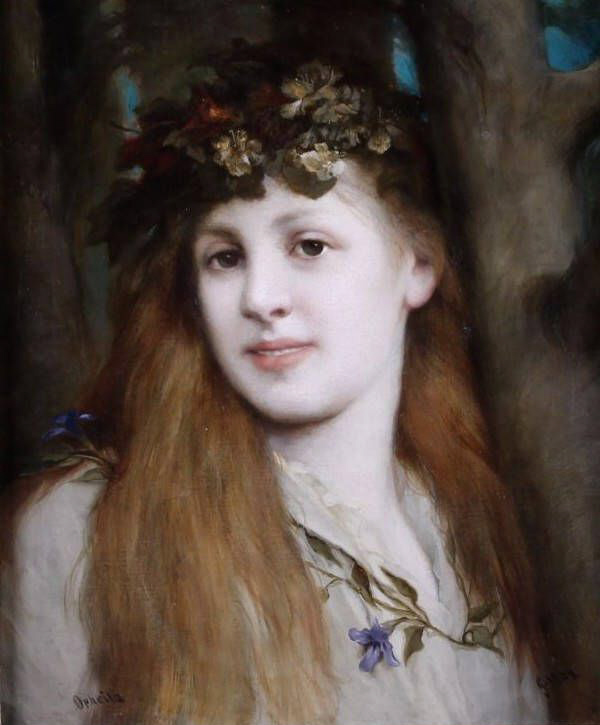
Офелія.
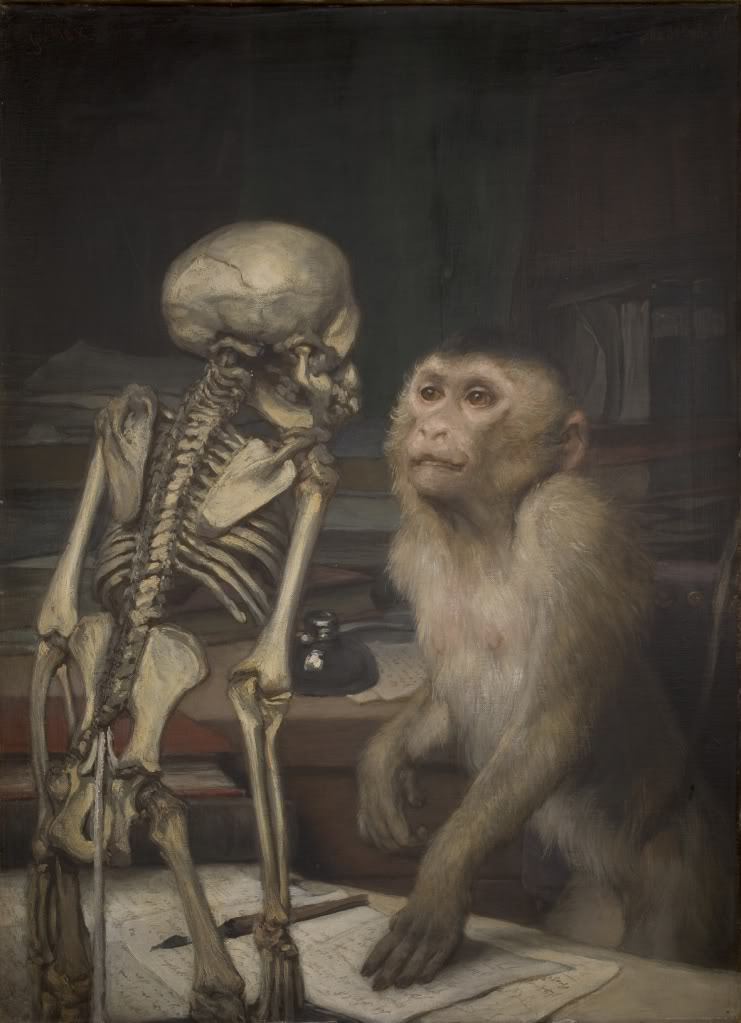
Мавпа біля скелета.
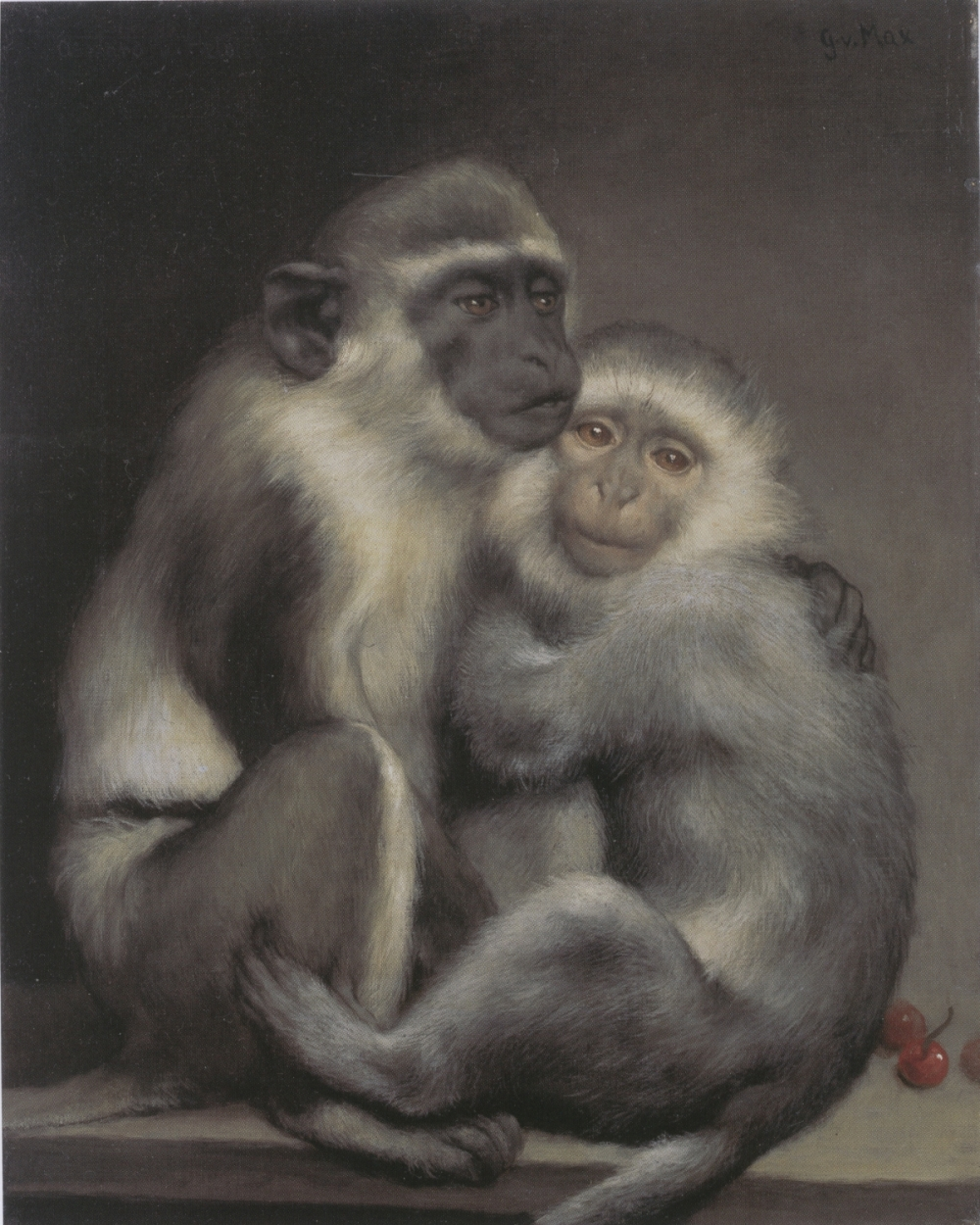
Абелард і Елоїза.
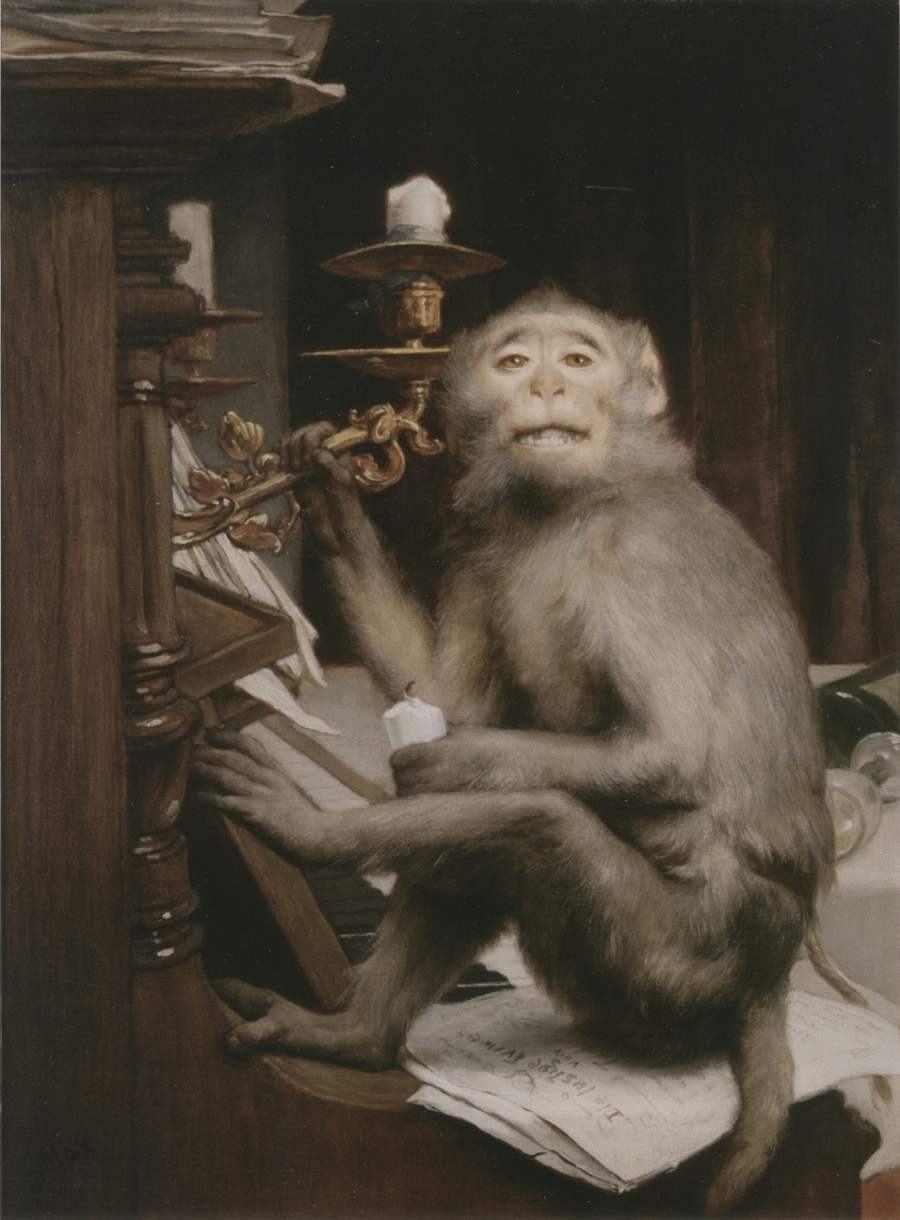
Мавпа на фортепіано.
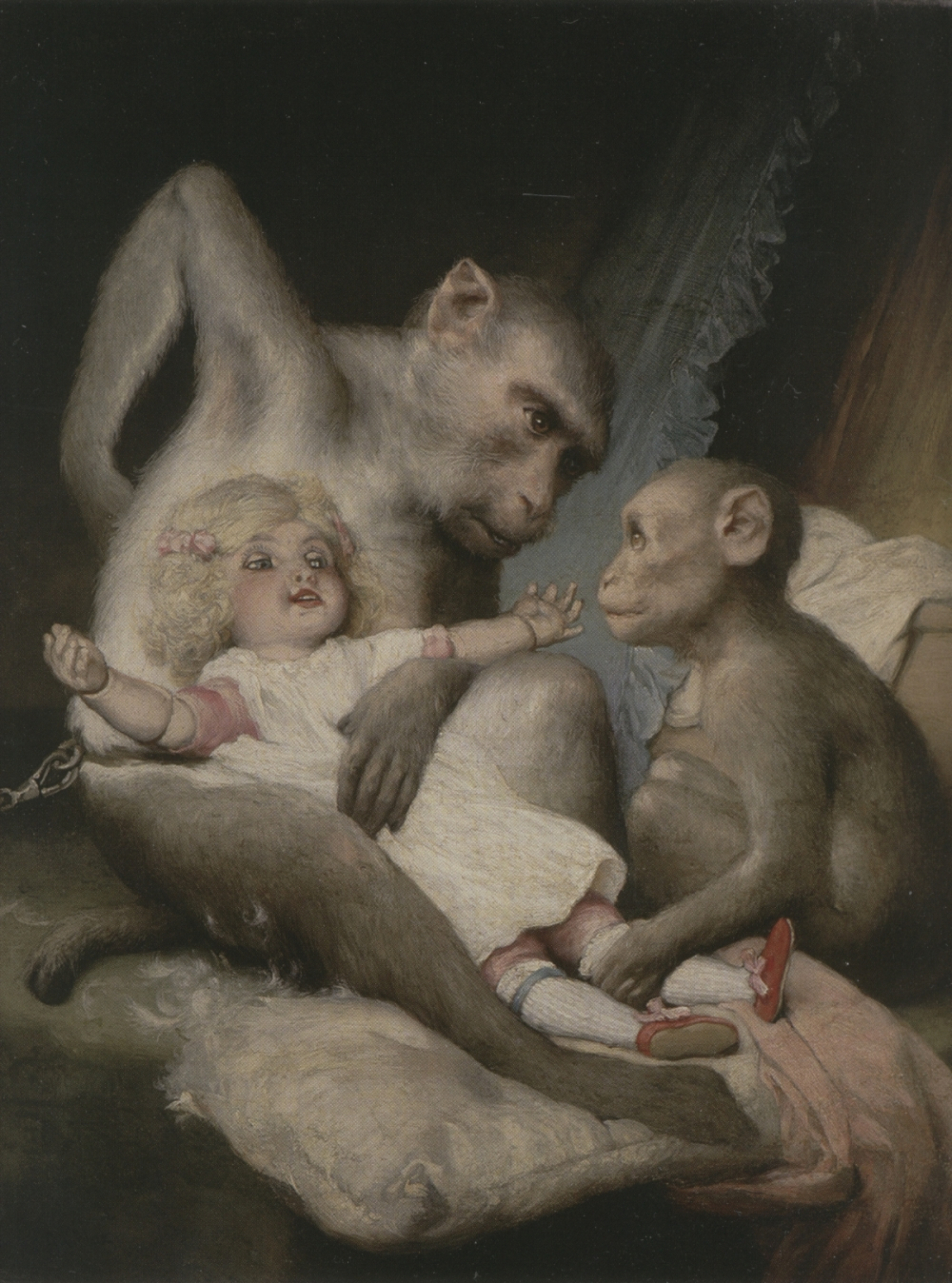
Уроки антропології.